# Donatello
Donato di Niccolò di Betto Bardi cunoscut sub numele de Donatello (n. 1386, Florența, Republica Florentină – d. 13 decembrie 1466, Florența, Republica Florentină) a fost un sculptor și pictor italian, primul și cel mai strălucit sculptor din pragul Renașterii.

## Biografie

### Viața și opera
Deocamdată, nu există informații asupra copilăriei și primilor ani ai tinereții lui Donatello. Numele lui apare pentru prima dată într-un document din Pistoia din anul 1401, în legătură cu o încăierare la care ar fi participat. Vasari relatează că, împreună cu Brunelleschi, ar fi stat între anii 1402-1404 la Roma, unde ar fi luat contact cu opere ale antichității, care au determinat dezvoltarea propriului său stil artistic și l-au îndemnat la observarea și studiul naturii.
Între anii 1404 și 1408 lucrează în atelierul sculptorului, bijutierului și arhitectului Lorenzo Ghiberti. În 1406, este unul dintre sculptorii care lucrează la decorarea catedralei din Florența. Statuia de marmură a lui David face o legătură între maniera gotică, încă liberă, cu realismul renascentismului, care pune accent pe constituția corporală. Evanghelistul Ioan va servi ca model pentru Moise al lui Michelangelo. Donatello lucrează în colaborare cu breslele din Florența, care comandă la diferiți sculptori statuile patronilor lor pentru biserica Or San Michele. Donatello dobândește un mare prestigiu prin realizarea statuilor în marmură ale Sfântului Petru, Sfântului Marcu și Sfântului Gheorghe (1411-1416). Fidelitatea față de realitate și naturalețea figurilor, armonia proporțiilor și raportarea fragmentelor la întreg dau impresia că sculptorul și-ar fi realizat operele după modele. Relieful de pe piedestalul statuii Sfântului Gheorghe, pentru breasla armurierilor, care reprezintă lupta sfântului cu balaurul, este cea mai mare inovație a statuii. Sunt aplicate aici pentru prima oară regulile perspectivei în compoziție. 

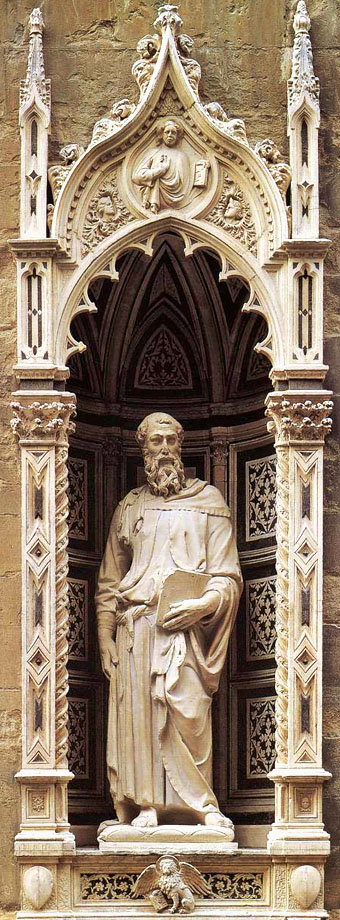
Donatello: Sfântul Marcu - Biserica Or San Michele, Florența

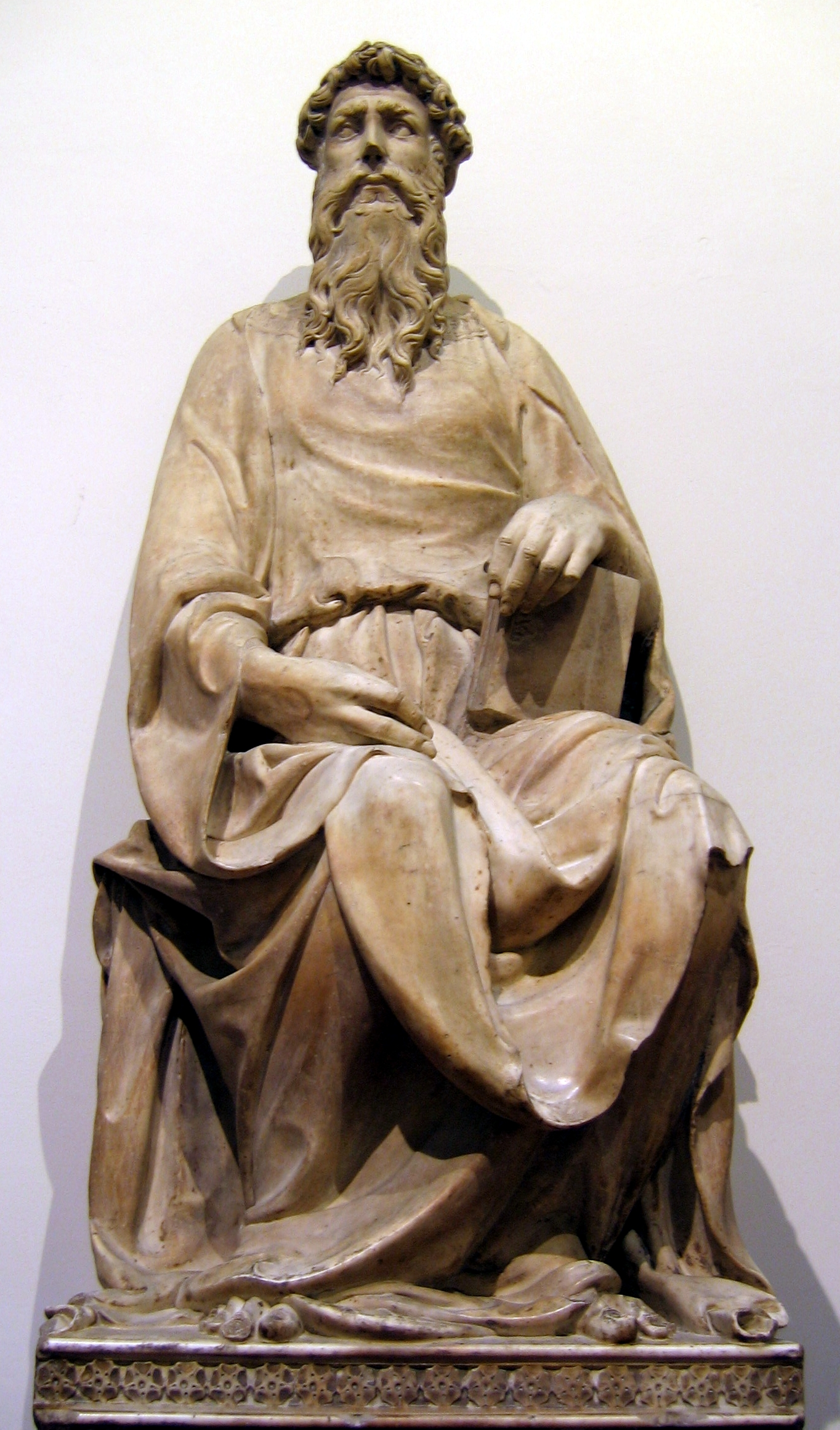
Donatello: Sfântul Ioan Evanghelistul - Inițial în Porta della Mandorla a Domului Santa Maria del Fiore, din 1936 în Museo del Opera del Duomo, Florența

Sfântul Marcu, sculptat la comanda breslei țesătorilor, prevestește seria de mai târziu a profeților (1415-1422) din campanila Domului din Florența. Aceste statui emană o forță atât de mare și se evidențiază prin redarea atât de individuală a trăsăturilor feței, încât sunt considerate ca aparținând unor persoane distinse ale orașului.
Din 1416, Donatello are propriul său atelier și primește comenzi din Orvieto, Ancona și Siena. Împreună cu sculptorul Michelozzo, se mută în anul 1427 la Pisa, unde dezvoltă tehnica turnării în bronz. La insistențele lui Cosimo de Medici, Donatello se întoarce în 1432 la Florența. Pentru protectorul său, realizează în această perioadă unele din cele mai frumoase lucrări ale sale în bronz. Una din acestea este populara statuie a lui David, primul nud bărbătesc din sculptura Renașterii și cea mai veche statuie individuală de la mijlocul secolului al XV-lea, care nu este legată de arhitectură.

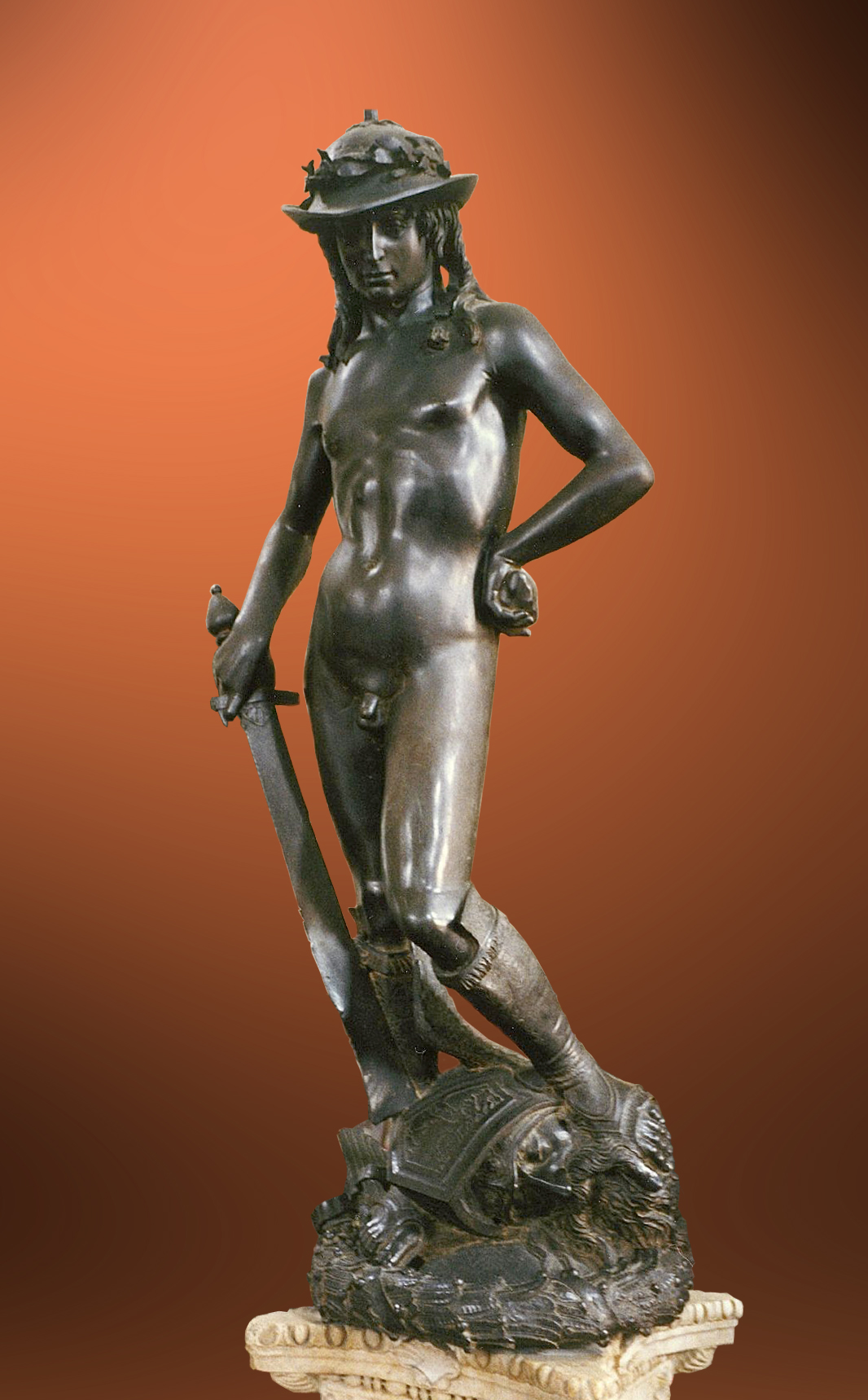
Donatello: David ca. 1440 - Museo Nazionale del Bargello, Florența

Tânărul David poartă o pălărie încununată cu frunze de laur, în rest este complet gol, ceea ce nu se mai văzuse de la maeștrii antichității greco-romane.
Tot din această perioadă datează Ușa Apostolilor, realizată în bronz de-o parte și de alta a altarului vechii sacristii a bisericii San Lorenzo. Cantoria - balconul cântăreților din Domul din Florența, realizat între anii 1433-1438 - este ilustrată cu un șir de amorași dansând, care vor deveni foarte populari în arta Renașterii. Scenele în relief sunt încadrate de decorații bogate, care ocupă fiecare centimetru al balconului de piatră și care au fost proiectate de artist pe baza desenelor reprezentând ruine antice, realizate probabil în timpul șederii lui la Roma.
Între anii 1443-1453 Donatello a lucrat la Padova. Cele mai importante opere ale sale sunt: statuia ecvestră monumentală a lui Erasmo da Nori, conducătorul mercenarilor din Veneția, statuie cunoscută și sub numele de "Gattamellata" ("pisica tărcată"), precum și altarul principal al Bazilicii Sant' Antonio. Cele 21 de reliefuri în bronz, populate cu numeroase figuri, prezintă o imagine în panoramă a arhitecturii, care trezește senzația de profunzime a spațiului.

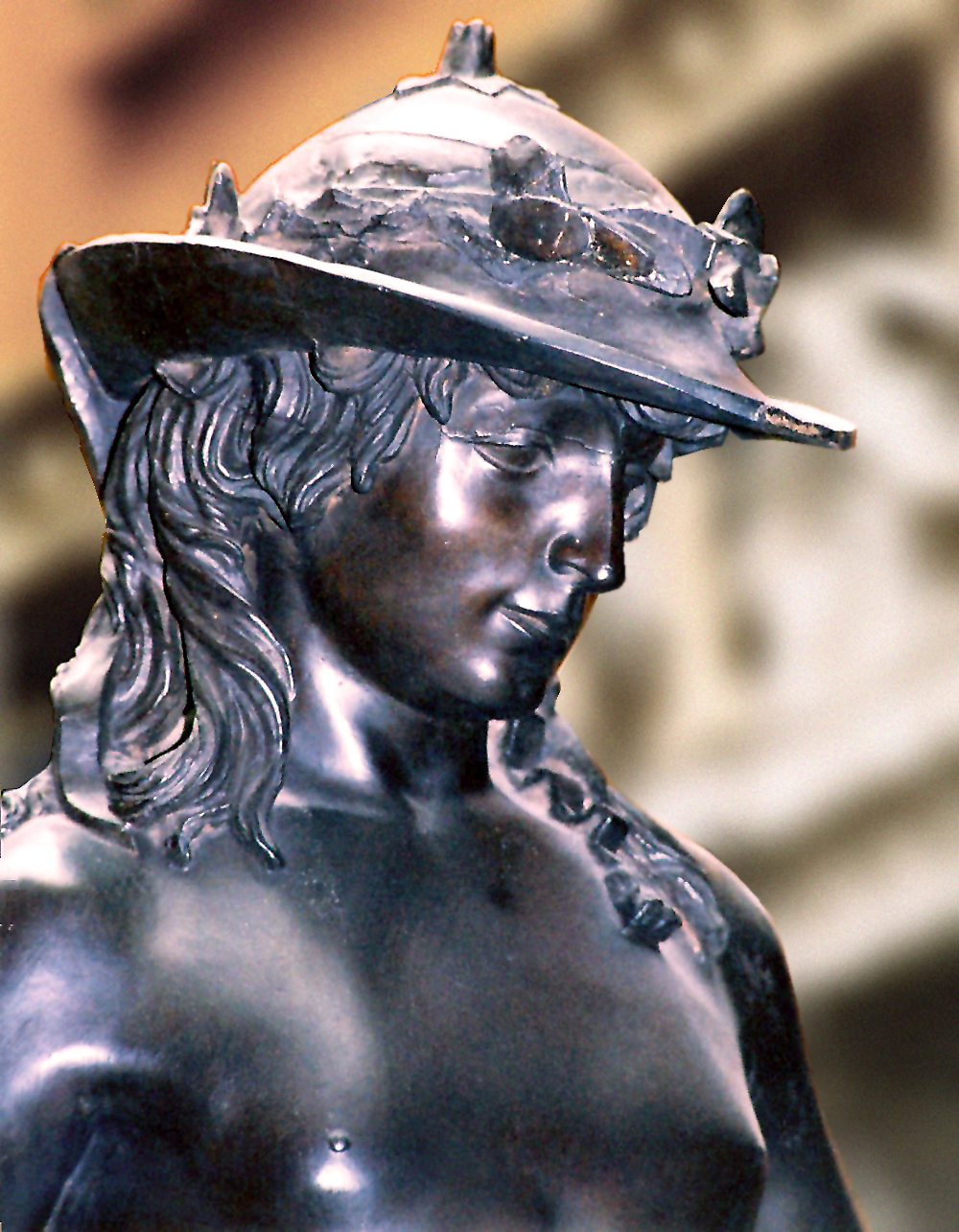
Statuia lui David - Detaliu

În 1454 Donatello se întoarce la Florența. În 1455 realizează în lemn pentru Baptisterium figura Mariei Magdalena căindu-se, plină de expresivitate. Probabil din însărcinarea lui Cosimo de Medici execută grupul Judita și Holofern pentru grădina palatului Medici. În 1494, după izgonirea familiei Medici din Florența, grupul statuar este mutat în ansamblul din Piazza della Signoria. Ultimele sale lucrări, Plângerea lui Christos (1460) și reliefurile în bronz pentru Biserica San Lorenzo din Florența (după 1460) rămân neterminate. Donatello, marele inovator al quattrocento-ului, moare la 13 decembrie 1466 în Florența și este înmormântat în cripta bisericii San Lorenzo. Operele sale exercită o mare influență asupra sculptorilor și pictorilor din Italia, în special asupra lui Andrea Mantegna și Michelangelo.